# MTV Europe Music Award al miglior artista mondiale
L'MTV Europe Music Award al miglior artista mondiale (MTV Europe Music Award for Best Worldwide Act) è uno dei premi degli MTV Europe Music Awards, che viene assegnato dal 2011. Dal 2015 il titolo non viene più assegnato, ma per ogni continente viene nominato un vincitore, quindi Africa, America settentrionale, America meridionale, Asia, Europa e Oceania.

## Albo d'oro

### Anni 2010
| Anno | Vincitore | Nomination |
| ---- | --------- | --- |
| 2011 | Big Bang  | - Abdelfattah Grini - Lena - Restart - Britney Spears                                                                                                |
| 2012 | Han Geng  | - Ahmed Soultan - Dima Bilan - Restart - Rihanna |
| 2013 | Chris Lee | - Cody Simpson - Fresno - Justin Bieber - Lena - Marco Mengoni - Ahmed Soultan - Bednarek - EXO - One Direction                                      |
| 2014 | Bibi Zhou | - Mohammed Assaf - 5 Seconds of Summer - Revolverheld - Dawid Kwiatkowski - One Direction - Alessandra Amoroso - B.A.P - Dulce María - Fifth Harmony |